# Aufmerksamkeits-Erholungs-Theorie
Aufmerksamkeits-Erholungs-Theorie (ART) (englisch: Attention Restoration Theory) behauptet, dass der Mensch sich besser von mentaler Anstrengung erholen kann, wenn er Zeit in der Natur verbringt oder sogar Szenen aus der Natur betrachtet. Sie findet Anwendung in der Umweltpsychologie, Architekturpsychologie und Arbeitspsychologie, aber auch in weiteren Feldern der Psychologie. Die Theorie wurde von Rachel und Stephen Kaplan in den 1980er Jahren in ihrem Buch The experience of nature: A psychological perspective (deutsch: Die Erfahrung der Natur: Eine Psychologische Betrachtung) entwickelt und wurde seitdem von anderen Autoren sowohl im Bereich Medizin als auch für die Erholung von Aufmerksamkeitsermüdung als zutreffend befunden. Darüber hinaus gibt es aber auch kritische Stimmen gegenüber der Theorie.

## Begriffsdefinition im deutschen Sprachraum
Eine Vielzahl an Begriffen macht eine Einordnung und eine klare Abgrenzung der Begriffe schwierig. Kaplan und Kaplan sprechen in ihrer Theorie von gerichteter (engl. directed attention) oder ungerichteter Aufmerksamkeit (engl. indirected attention). Auf Grundlage der Definition hat der Begriff gerichtete Aufmerksamkeit Ähnlichkeiten zu den durch aus bekannten Begriffen willentlicher oder selektive Aufmerksamkeit. Genauso verhält es sich mit dem Begriff der ungerichteten Aufmerksamkeit: Hier kann der Begriff der willentlichen Aufmerksamkeit als definitionsgleich angesehen werden.

## Zwei Varianten von Aufmerksamkeit
Berman et al. diskutieren die Grundlage der Theorie der Wiederherstellung der Aufmerksamkeit (ART). „ART basiert auf früheren Forschungsergebnissen, die zeigen, dass die Aufmerksamkeit in zwei Komponenten unterteilt werden kann: ungerichtete Aufmerksamkeit, bei der die Aufmerksamkeit durch inhärent interessante oder wichtige Reize gefangen genommen wird, und gerichtete Aufmerksamkeit, bei der die Aufmerksamkeit durch kognitive Kontrollprozesse gesteuert wird.“

### Gerichtete Aufmerksamkeit
Unter gerichteter Aufmerksamkeit verstehen Kaplan und Kaplan die gesteuerte Zuwendung der Aufmerksamkeit auf bestimmte externe Reize. Dabei werden nur bestimmte Reize verarbeitet und weitergeleitet. Reize, welche nicht Ziel der gesteuerten Aufmerksamkeit sind, werden unterdrückt. Der Mensch muss sich anstrengen, um sich zu konzentrieren, den Ausdruck unangemessener Gefühle oder Handlungen zu verzögern und Ablenkungen zu vermeiden. Das heißt, sie müssen sich auf die übergeordnete Aufgabe konzentrieren und Ablenkungen vermeiden. Das Zuwenden auf bestimmte Reize ermöglicht ein konzentriertes Arbeiten und die Fokussierung auf die Aufgaben relevanten Reize. Dieser Vorgang bedarf einer willentlichen Anstrengung und kann dadurch mit der Zeit zu einer Ermüdung führen, der sogenannten Aufmerksamkeitsermüdung. Die Aufmerksamkeit kann nur eine bestimmte Zeit lang aufrechterhalten werden, ohne dass sie nachlässt, ein Gefühl, das von vielen als „müde“ oder „gestresst“ beschrieben wird. Die zu erfüllende Aufgabe löst dabei keine oder sehr wenig intrinsische Motivation für die Person aus und es sich dabei um einen top-down Prozess. Ein klassisches Beispiel ist: Das Ausfüllen der Steuererklärung und im Hintergrund spielen Kinder in einer störenden Lautstärke.
In Peopleware, einem Buch über Büroarbeit, berichten Tom DeMarco und Tim Lister dass Arbeitnehmer in einer Büroumgebung 15 Minuten brauchen, um diesen Zustand der fließenden Konzentration zu erreichen, und dass er durch eine Unterbrechung, z. B. durch einen Telefonanruf, in einem Moment zerstört werden kann.

### Ungerichtete Aufmerksamkeit
Im Gegensatz dazu steht die ungerichtete oder unwillentliche Aufmerksamkeit. Diese Art der Aufmerksamkeit wird nicht bewusst gesteuert und bedarf auch keiner willentlicher Steuerung. Es handelt sich dabei um einen kognitiven bottom-up Prozess bei dem das Objekt der Aufmerksamkeit davor nicht im Fokus der psychologischen Aktivität stand. Nicht der Betrachter, sondern alleine die Eigenschaft des Objektes (z. B. plötzliches Auftreten, Intensität oder die reine Faszination) steuern die Aufmerksamkeit und lenken es auf das Objekt. Ein Beispiel: Ein Student lernt in einem Raum mit Fenster und seine Aufmerksamkeit wird auf den bunten Vogel gelenkt, der vorbei fliegt.
Die Aufgabe kann so faszinierend sein, dass sie eine „mühelose Aufmerksamkeit“ ermöglicht, oder sie kann genügend Spielraum bieten, um eine Interaktion ohne Langeweile aufrechtzuerhalten, oder sie kann einfach besser mit den Interessen einer Person vereinbar sein. Nach einer gewissen Zeit gerichteter Aufmerksamkeit entwickeln Menschen jedoch eine „Ermüdung der gerichteten Aufmerksamkeit“. Sie werden abgelenkt, reizbar und ungeduldig. Sie können ihre Aufgaben nicht mehr so effektiv erledigen.
Die Aufmerksamkeits-Erholungs-Theorie geht dabei davon aus, dass Aufmerksamkeit wiederhergestellt werden kann, indem man zu einer anderen Art von Aufgabe wechselt, die andere Teile des Gehirns beansprucht, wie in der bekannten Redewendung „Abwechslung ist so gut wie eine Pause“. Besonders im Fokus steht dabei der Wechsel von gerichteter Aufmerksamkeit hinzu ungerichteter Aufmerksamkeit, der diese Erholung ermöglichen soll.

## Erholsame Umgebungen
Wiederherstellung oder psychologische Wiederherstellung im Bereich der Umweltpsychologie ist die Wiederherstellung erschöpfter Ressourcen, die psychologisch (Aufmerksamkeit und Emotionen), physiologisch (Stress) und/oder sozial sein können. Dies ergibt sich aus der Interaktion mit einer restaurativen Umgebung, um negative Zustände in positive zu verwandeln. Psychologische Wiederherstellung wird als die Fähigkeit beschrieben die Wiederherstellung wahrnehmen zu können und ein Beobachter die Eigenschaften einer Umgebung wahrnehmen kann, die die mentale Müdigkeit und den Stress einer Person lindern.
Die Aufmerksamkeit-Erholungs-Theorie beschreibt dabei eine Reihe von Eigenschaften, die eine Umgebung haben muss, um erholsam zu sein.

### Faszination
Dabei unterscheiden Kaplan und Kaplan zwischen harter Faszination, also einer sehr fesselnden Faszination, welche es nicht ermöglicht seine eigenen Gedanken zu reflektieren oder in sich zu kehren. Im Gegensatz dazu steht die weiche Faszination. Der stimulierende Reiz ist dabei nicht so groß und bietet dem Betrachter die Möglichkeit seine eigenen Gedanken zu reflektieren oder in sich zu kehren.
Beide Arten der Faszination sind für eine verbesserte Regeneration geeignet. Doch vor allem die weiche (softe) Faszination soll die Regeneration verbessern. Dabei steigert die weiche Faszination eher das Reflektieren und die harte Faszination bekämpft eher die Langeweile. Somit ist weiche Faszination besser für die Regeneration geeignet da es uns ermöglicht abzuschalten. Erholende Umgebungen müssen ausreichend faszinierende Reize bieten, um die indirekte Aufmerksamkeit auszulösen. Dabei kann die Fähigkeit einer Umgebung, Staunen in den Menschen zu erzeugen der gerichteten Aufmerksamkeit eine Pause verschaffen, während die unwillkürliche Aufmerksamkeit an ihre Stelle tritt. Natürliche Umgebungen sind reich an „sanften Faszinationen“, über die der Mensch mit „müheloser Aufmerksamkeit“ nachdenken kann, wie z. B. Wolken, die über den Himmel ziehen, Blätter, die in einer Brise rascheln, oder Wasser, das in einem Bach über Felsen sprudelt.

### Abgeschiedenheit
Dabei geht es nicht um das physische Weg - Sein, sondern um das psychische Empfinden sich von seiner normalen Umgebung oder Gedanken entfernen zu können. Ein Gefühl, das objektiv oder subjektiv sein kann, z. B. kann eine Person weit weg von einem Ort sein oder ihre Gedanken vom Alltag und den Sorgen loslassen.

### Ausdehnung
Diese Eigenschaft bezieht sich auf die Qualität einer regenerativen Umgebung. Dabei geht zum einen um die Ausdehnung einer Umgebung, welche ein komplettes Eintauchen in die Umgebung ermöglicht. Sowie zum anderen darum, dass die Umgebung keine ungewöhnlichen oder überraschenden Merkmale aufweist. Dabei ist nicht zwingend eine Vertrautheit mit der Umgebung gemeint, sondern die Ähnlichkeit der Umgebung mit bis her bekannten Umgebungen. Das führt dazu, dass kein Gefühl der Unsicherheit, Unwohlsein oder Verwirrtheit auftritt. Die Verbindung zwischen den einzelnen Elementen einer Umgebung; das Gefühl, durch die Umgebung reisen zu können, um die darin enthaltenen Informationen zu suchen.

### Kompatibilität
Der letzte Punkt ist die Kompatibilität der Umgebung mit den Wünschen der Personen. Damit ist gemeint, dass eine Umgebung den Erholungswünschen einer Person gerecht werden muss. Die Kompatibilität ist dann höher wenn eine Person die gewünschte erholende Aktivität ausführen kann. Dabei zählen alle Merkmale einer Umgebung, die den Vorlieben und Zielen einer Person entsprechen.
Da natürliche Umgebungen oft hohe Ausprägungen in allen diesen Eigenschaften hat, gehen Kaplan und Kaplan davon aus, dass besonders natürliche Umgebungen die Regeneration von Aufmerksamkeitsermüdung steigern.

## Aufmerksamkeitsermüdung
Die dauerhafte Nutzung der gerichteten Aufmerksamkeit bedarf einer willentlichen Anstrengung. Vor allem wenn noch andere Dinge vorhanden sind die ablenken oder stören könnten. Diese störenden Faktoren müssen unterdrückt werden, was zu einer vermehrten Mentalen Anstrengung führt. Die Fähigkeit gerichtete Aufmerksamkeit zu verwenden kann mit der Zeit, wie ein Muskel, ermüden und somit die Konzentration auf die Aufgabe erschweren oder sogar ganz zum Erliegen bringen. Klassische Faktoren die die Aufmerksamkeitsermüdung fördern sind Ablenkungen, Multitasking-Verhalten, laute Geräusche, geschäftige städtische Umgebungen oder schlechter Schlaf. Eine hohe Ausprägung an Aufmerksamkeitsermüdung kann es unmöglichen machen, die Aufgabe durchzuführen. Dieses weltweit verbreitete, alltägliche Phänomen ist als geistige Ermüdung bekannt, die die Schwierigkeit der Unterscheidung von Umweltreizen und der Priorisierung relevanter Informationen erhöht. Die Schwächung der gezielten Aufmerksamkeit führt dazu, dass man immer mehr abgelenkt wird. Es gibt sechs Hauptbereiche, die bei geistiger Ermüdung betroffen sind: Input, Denken, Verhalten, exekutive Funktionen, Emotionen und soziale Interaktionen. Die Aufmerksamkeitsermüdung hat aber nicht nur Folgen auf unsere Leistung im Beruf, in der Schule oder Zuhause, sondern kann auch unsere persönlichen Beziehungen verschlechtern, in dem es unsere Fähigkeit anderen zu zuhören heruntersetzt. Klare Anzeichen für eine Aufmerksamkeitsermüdung sind Konzentrationsverlust, ein Aufmerksamkeitsdefizit und mentale Ermüdungserscheinungen. Diese Symptome können zu einer heruntergesetzten Selbst-Kontrolle oder Entscheidungsfindung führen
Ästhetische, aber unwichtige oder sekundäre Reize können sich als wirksam im Kampf gegen geistige Ermüdung erweisen. Die Theorie der Wiederherstellung der Aufmerksamkeit besagt, dass das Betrachten von Naturlandschaften wie Stränden, Wäldern oder Gebirgslandschaften es dem Geist ermöglicht, sich in den Standardmodus zu versetzen, frei zu wandern und dadurch die strenge Konzentration des Alltags zu entspannen. Die Natur bietet eine Fülle von faszinierenden Objekten. „Sanfte Faszinationen“ wie Wolken am Himmel oder Blätter, die im Wind rascheln, gewinnen relativ mühelos unsere Aufmerksamkeit und sind mit unseren Wünschen und Bedürfnissen vereinbar.

## Erkenntnisse auf Grundlage der Theorie
Es zeigte sich in einer Studie von Hartig, Evans, Jamner, Davis & Gärling aus dem Jahr 2003, dass sich Personen in einem natürlichen Umfeld besser erholen: „Bei den TeilnehmerInnen, die im naturnahen Gebiet spazieren gegangen waren, sank der Blutdruck stärker als bei jenen, die im urbanen Umfeld unterwegs waren, ihre positiven Emotionen stiegen stärker an und sie hatten bessere Leistungen im zweiten Aufmerksamkeitstest als die Vergleichsgruppe.“
Diese Erkenntnis, dass natürliche Umgebungen einen höheren positiven Effekt auf die Erholung von Aufmerksamkeitsleistung, im Vergleich zu Urbanen Umgebungen hat, konnte in verschiedenen weiteren Studien bestätigt werden.
Auch fanden Martens, Gutscher & Bauer (2011) heraus, dass ein alleiniger halbstündiger Spaziergang einen positiven Effekt auf das physische Wohlbefinden der Personen hat.
Genauso fanden White, Smith, Humphreys, Pahl, Snelling & Depledge (2010) heraus, dass nicht nur Grünflächen eine entscheidende Rolle in der empfundenen erholsamen Eigenschaften von Umgebungen haben kann, sondern auch Wasserflächen in gleicher maßen.
Weitere Studien fanden einen positiven Effekt von natürlichen Umgebungen, im Vergleich zu urbanen Umgebungen auf die Erholung von Aufmerksamkeitsermüdung.

## Messmethoden

### Landschaften
Zur Messung der Erholsamkeit einer Landschaft kann die Perceived Restorativeness Scale (dt. Empfundene Erhohlsamkeits Skala) verwendet werden. Diese ermöglicht eine Operationalisierung der Aufmerksamkeits-Erholungs-Theoire und damit eine Vergleichbarkeit der verschiedenen Landschaften hinsichtlich ihrer Erholsamkeit.

### Aufmerksamkeitsermüdung
Zur Messung der Aufmerksamkeitsermüdung, deren Folgen sowie den Effekt von Erholungsmaßnahmen werden in der Regel folgende Messmethoden eingesetzt:
- Digit Span - In Form des Digit Span Forward (DSF) und des Digit Span Backwards (DSF).
- Proofreading Task (PR)
- Necker Cube Pattern Control (NCPC)
- Search and Memory Task (SMT)
- Sustained Attention to Response Test (SART)
- Symbol Digit Modalities Test (SDMT)
- Symbol Substitution Test (SST)
- Trail Making Test A (TMTA)

## Allgemeine Kritik
Im Moment gibt es noch einige offene Punkte, die bis jetzt nicht geklärt werden konnten oder durch die bisherige Forschung offen geblieben sind. Yannick Joye und Siegried Dewitte fassen diese Kritik in ihrer Forschungsarbeit sehr gut zusammen. Dabei ist vor allem unklar ob der Aufenthalt in der Natur einen regenerativen Effekt auf die gerichtete Aufmerksamkeitsleistung hat oder ob der Aufenthalt eine andere positive Wirkung erzielt (z. B. Vitalisierung oder bessere Luft in der Natur) und diese positive Wirkung den regenerativen Effekt auslöst. Weitere kritisierte Punkte sind:
1. Es ist nicht eindeutig ob gerichtete Aufmerksamkeit eine Erholung erfährt. Das liegt vor allem an fehlenden einheitlichen Messinstrumenten für die Operationalisierung des Konstruktes gerichtete Aufmerksamkeit.
2. Die Theorie besagt, dass eine Umgebung ein hohes Maß an faszinierenden Elementen besitzen muss, um einen erholenden Effekt auf die Aufmerksamkeitsleistung haben zu können. Bis her wurden aber positive Effekte in Umgebungen gefunden, die weniger faszinierend sind, sondern eher reich an Begründung. Deswegen ist wissenschaftlich Unklar welche Eigenschaft genau eine grüne Umgebung aufweisen muss, um eine erholende Wirkung zu erzielen.
3. Das genaue Level der „Weichheit“ einer Faszination ist nicht eindeutig in der Theorie geklärt. Auf Grund dieser fehlenden Klarheit kann nicht bestimmt werden auf welchem Punkt sich eine Faszination auf der Dimension zwischen „Hart“ und „Weich“ bewegen muss.

Daraus ergeben sich folgende zu klärende Fragen:
- Wie unterstützen kurze Phasen von Bottom-up-Aufmerksamkeit die Wiederherstellung?
- Warum schließt harte Faszination Reflexion und das in Sich kehren aus?
- Warum braucht es für die Erholung weiche Faszination?
- Warum sind faszinierende Reize relativ mühelos und nicht anstrengend?[23]